# Oltacola chacoensis
Oltacola chacoensis är en spindeldjursart som beskrevs av Roewer 1934. Oltacola chacoensis ingår i släktet Oltacola och familjen Ammotrechidae. Inga underarter finns listade i Catalogue of Life.